# ویمن تیسدل
ویمن تیسدل (انگلیسی: Wayman Tisdale؛ زاده ۹ ژوئن ۱۹۶۴ درگذشته ۱۵ مهٔ ۲۰۰۹) یک نوازنده و بازیکن بسکتبال اهل ایالات متحده آمریکا بود.